# 小川浩司
小川 浩司（おがわ こうじ、1972年5月7日 - ）は、NHKアナウンサー。

## 人物
千葉県立船橋高等学校を経て早稲田大学商学部卒業後、三井物産に入社した。その後NHKの採用試験を受け合格し、1998年に入局した。

## 嗜好・挿話
- 近畿地方滋賀県の大津放送局と山陰地方鳥取県を除き、千葉県・神奈川県等、東京に近い地域の赴任が続いた。理由は公表されていない。
- 好きな食べ物は、豆、大豆、小豆。趣味、特技は、野球、水球などスポーツ。ジャズなど音楽を聴くこと。
- 2008年よりアナウンス業務を離れNHK放送文化研究所メディア研究部所属。ラジオセンターを経て、2015年に大津放送局でアナウンス業務に復帰した。

## 現在の担当番組
- まるっと!みえ（キャスター：2024年8月26日 - ）（望月豊と隔週で担当）
- 三重のニュース・中継・リポート

## 過去の出演番組・業務
静岡放送局時代
- 静岡のニュース・中継・リポート
- 6時です、きょうの静岡（2000年4月 - 2001年3月）
- たっぷり静岡（2001年4月 - 2002年3月）

千葉放送局時代（1度目）
- 千葉の中継・リポート

東京アナウンス室時代
- スタジオパークからこんにちは（司会、2006年4月 - 2007年3月）

※2007年1月4日 - 25日は体調を崩し、休養のため一時降板していた。これをきっかけにトークパートは女性司会者1人でゲストと対峙するスタイルが確立された。このスタイルは、小川から3代後任の近田雄一が2011年4月より「ここが聞きたい」のコーナーに出演するまで続いた。
- サンセットパーク（2008年4月 - 2008年7月）

※目加田頼子（当時アナウンサー）と隔週で担当していたが、2008年7月18日の放送において、「今週内示が出て、アナウンス以外の業務を行うこととなったため番組を降板する」と本人自身から発表された。
放送文化研究所時代
- 放送文化研究所刊行の『放送研究と調査』に研究報告を執筆。また、研究所主催のシンポジウムに出席し、世論調査、業界アンケート、ネット調査による調査報告等を担当。

ラジオセンター時代
- ディレクター業務

大津放送局時代
- おうみ発630（編集責任者、高木優吾・吉岡大輔のキャスター代行）
- おうみ845（不定期）
- ぐるっと関西おひるまえ・滋賀（編集責任者）
- 滋賀のニュース・中継・リポート
- アナウンス統括（2015年6月-2017年6月）
- 大津放送局制作番組の編集責任者

横浜放送局時代
- 横浜サウンド☆クルーズ（編集責任者・パーソナリティ）
- ひるまえほっと（神奈川県関連の情報）
- 首都圏ネットワーク（『行ってみよう行ってみたい』神奈川県関連のリポート・不定期）
- FMラジオニュース（不定期）
- アナウンス統括（2017年6月-2018年6月）

千葉放送局時代（2度目）
- 千葉の中継・リポート
- ひるどき情報ちば（編集責任者・キャスター）
- 花ラジちば（編集責任者・パーソナリティ）
- ひるまえ ほっと（千葉県関連の情報）
- FMラジオニュース（不定期）
- アナウンス統括（2018年6月-2021年6月）
- 千葉放送局コールサインアナウンス（FM）

鳥取放送局時代
- 鳥取のニュース
- おはよう山陰（不定期・2023年度より担当）
- とっとりニュース845（不定期）
- さんいんNEWS645（不定期・2022年度より担当）
- ひるまえ直送便・鳥取（編集責任者）
- さんいんスペシャル（編集責任者）
- いろ★ドリ（編集責任者、キャスター代行）
- 放送部副部長（2021年7月-2023年3月）→コンテンツセンターアナウンスグループ統括（2023年4月-2024年7月）
- 鳥取放送局制作番組の編集責任者
- 緊急報道（鳥取放送局発）